# Amy Irving
Amy Irving (født 10. september 1953) er en amerikanske teater- og filmskuespiller.
Irvings forældre var teaterdirektør Jules Irving og skuespiller Priscilla Pointer. Som ung var hun aktiv som teaterskuespiller. Hun filmdebuterede i 1976 i Brian De Palmas Carrie (hvor hendes mor også medvirker). I 1978 optrådte hun i De Palmas Den hemmelige kraft. For sin præstation i Barbra Streisands Yentl blev hun nomineret til en Oscar for bedste kvindelige birolle. Hun optrådte også i Blake Edwards' En kone for meget (1984) og Miniserien Anastasia (1986), der gav hende en Golden Globe-nominering. I 2000'erne har hun medvirket i Traffic (2000), Thirteen Conversations About One Thing (2001) og Tuck Everlasting (2002). Hun har også været aktiv som teaterskuespiller.
Irving datede Steven Spielberg i slutningen af 1970'erne. De giftede sig 1985, men blev skilt i 1989. Efter skilsmissen fik hun omkring 100 millioner dollars. Hun har siden været gift med den brasilianske instruktør Bruno Barreto og dokumentaristen Kenneth Bowser.